# Вільховий Василь Федорович

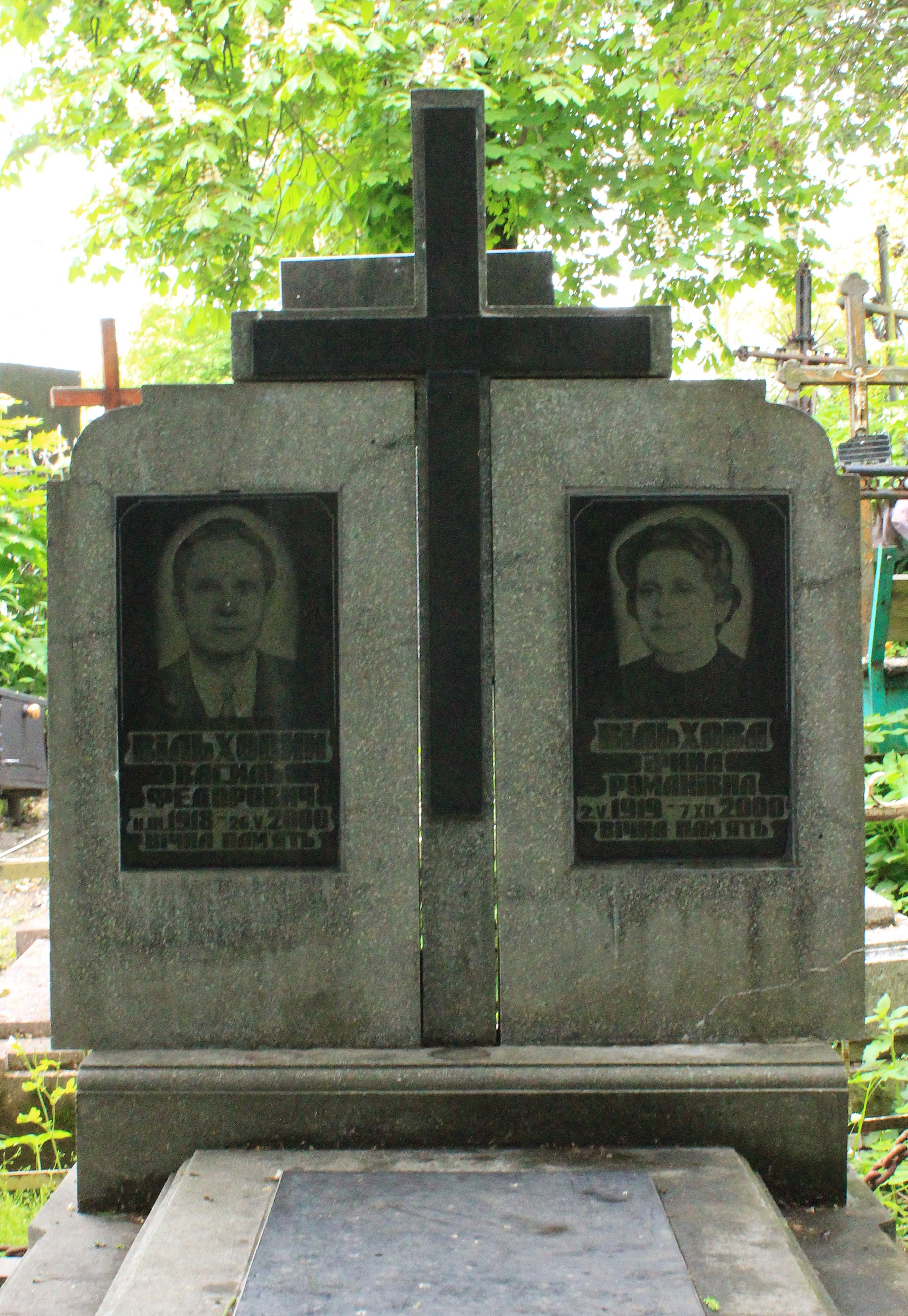
Надгробок Василя Вільхового (1918–2000) — українського лікаря, хірурга, професора.

Василь Федорович Вільховий (11 березня 1918, с. Устивиця, нині Гоголівська територіальна громада Миргородського району Полтавської області — 26 травня 2000, Львів) — український лікар, анатом, хірург, доктор медичних наук, професор. Завідувач кафедри оперативної хірургії з топографічною анатомією Львівського медичного інституту (1982—1989), дослідник рентгенанатомії та клінічної анатомії.

## Біографія
Василь Вільховий народився 11 березня 1918 року в селі Устивиця на Полтавщині. Вищу медичну освіту здобув у Харківському медичному інституті.
У 1941–1946 роках проходив військову службу як лікар у діючій армії. Після війни розпочав роботу асистентом на кафедрі оперативної хірургії з топографічною анатомією Львівського медичного інституту.
У 1952 році захистив кандидатську дисертацію на тему: «Хірургічна анатомія внутрішньої сонної артерії і перев'язка її в сонному каналі та біля зовнішньої основи черепа». У 1953 році перейшов на кафедру нормальної анатомії, очолював її у 1972–1982 рр.
У 1965 році захистив докторську дисертацію: «Рентгенанатомія великих судин в нормі та при деяких випадках патології». У 1982 році повернувся на кафедру оперативної хірургії, якою керував до 1989 року.

## Наукова діяльність
Професор Василь Вільховий зробив вагомий внесок у розвиток рентгенанатомії та клінічної анатомії. Досліджував топографію кровоносних судин, жовчних, слинних і сечовивідних проток, особливо з урахуванням змін положення органів при рухах у суглобах.
Удосконалював хірургічні доступи та хірургічний інструментарій. Підсумком його багаторічної праці став «Рентгенанатомічний атлас судин».

## Пам'ять
Помер 26 травня 2000 року у Львові. Похований на 61 полі Янівського цвинтаря.